# Trancas, Argentina
Trancas är en kommunhuvudort i Argentina.   Den ligger i provinsen Tucumán, i den norra delen av landet, 1 100 km nordväst om huvudstaden Buenos Aires. Trancas ligger 780 meter över havet och antalet invånare är 6 658.
Terrängen runt Trancas är platt. Runt Trancas är det mycket glesbefolkat, med 5 invånare per kvadratkilometer.. Trancas är det största samhället i trakten.
Trakten runt Trancas består i huvudsak av gräsmarker.